# 백자 철화매죽문 항아리
백자 철화매죽문 항아리는 산화 철로 매화와 대나무 무늬를 그려 넣은, 조선 백자 항아리이다.

## 국보 및 보물
- 백자 철화매죽문 항아리 (국보 제166호) - 국립중앙박물관 소장
- 백자 철화매죽문 항아리 (보물 제1425호) - 국립중앙박물관 소장